# Leichtathletik-Weltmeisterschaften 2019/Teilnehmer (Samoa)
| Gelbes Symbol für Goldmedaillen mit stilisierten Olympischen Ringen | Graues Symbol für Silbermedaillen mit stilisierten Olympischen Ringen | Braundes Symbol für Bronzemedaillen mit stilisierten Olympischen Ringen |
| ------------------------------------------------------------------- | --------------------------------------------------------------------- | ----------------------------------------------------------------------- |
| —                                                                   | —                                                                     | —                                                                       |

Der Leichtathletikverband von Samoa nahm an den Leichtathletik-Weltmeisterschaften 2019 in Doha teil. Zwei Athleten wurden vom Verband nominiert.

## Ergebnisse

### Männer

#### Laufdisziplinen
| Athlet        | Disziplin | Vorlauf | Vorlauf | Halbfinale | Halbfinale | Finale | Finale |
| Athlet        | Disziplin | Zeit    | Platz   | Zeit       | Platz      | Zeit   | Platz  |
| ------------- | --------- | ------- | ------- | ---------- | ---------- | ------ | ------ |
| Jeremy Dodson | 200 m     | 20,60 s | 29      | DNQ        | DNQ        | –      | –      |

#### Sprung/Wurf
| Athlet    | Disziplin  | Qualifikation | Qualifikation | Finale     | Finale |
| Athlet    | Disziplin  | Weite/Höhe    | Platz         | Weite/Höhe | Platz  |
| --------- | ---------- | ------------- | ------------- | ---------- | ------ |
| Alex Rose | Diskuswurf | 61,80 m       | 21            | DNQ        | DNQ    |